# جين مولفاغ
جين مولفاغ هي صحافية أيرلندية المولد ومؤرخة اجتماعية متخصصة في التاريخ البريطاني.